# Хімич Ігор Іванович
Ігор Іванович Хімич (нар. 1 вересня 1967, Українська РСР) — український футболіст та тренер, грав на позиції воротаря.

## Кар'єра гравця
Футбольну кар'єру розпочав 1994 року в миронівській «Ниві». Восени 1994 року захищав кольори аматорського колективу «Катех» (Ірпінь). Наступного року перейшов у «Факел-ГПЗ» (Варва), в якому виступав до 2000 року. Футбольну кар'єру завершив 2001 року у футболці «Ригонди-2» (Біла Церква), яка виступала в чемпіонаті Київської області.

## Кар'єра тренера
По завершенні кар'єри гравця розпочав тренерську діяльність. З липня по жовтень 2002 року, з 2003 по червень 2005 року і з жовтня 2006 року по червень 2010 року він очолював білоцерківську «Рось». З 26 липня 2010 року по 2 серпня 2010 року виконував обов'язки головного тренера «Десни» (Чернігів).